# Анкер гітарний

Поздовжній розріз грифа електрогітари із анкерним прутом

Анкер гітарний (також анкерний прут) — металевий стрижень всередині грифа гітари товщиною 4-6 мм. Один кінець анкера фіксується, а на іншому розташовується регулювальний болт, який регулює силу анкера і, відповідно, ступінь прогинання грифа. Анкерний болт може розташовуватися як біля головки грифа, так і біля п'ятки грифа. Анкер необхідний для контролю ступеню згинання грифа під натягом струн. Переважно анкер використовується на гітарах з металевими струнами. Виняток становлять деякі акустичні та електро-гітари (здебільшого радянського виробництва) — тому що у них достатньо товстий гриф і зроблений з міцного матеріалу. Перша гітара Лео Фендера не мала анкера.
Існує два способи установки анкера в гриф:

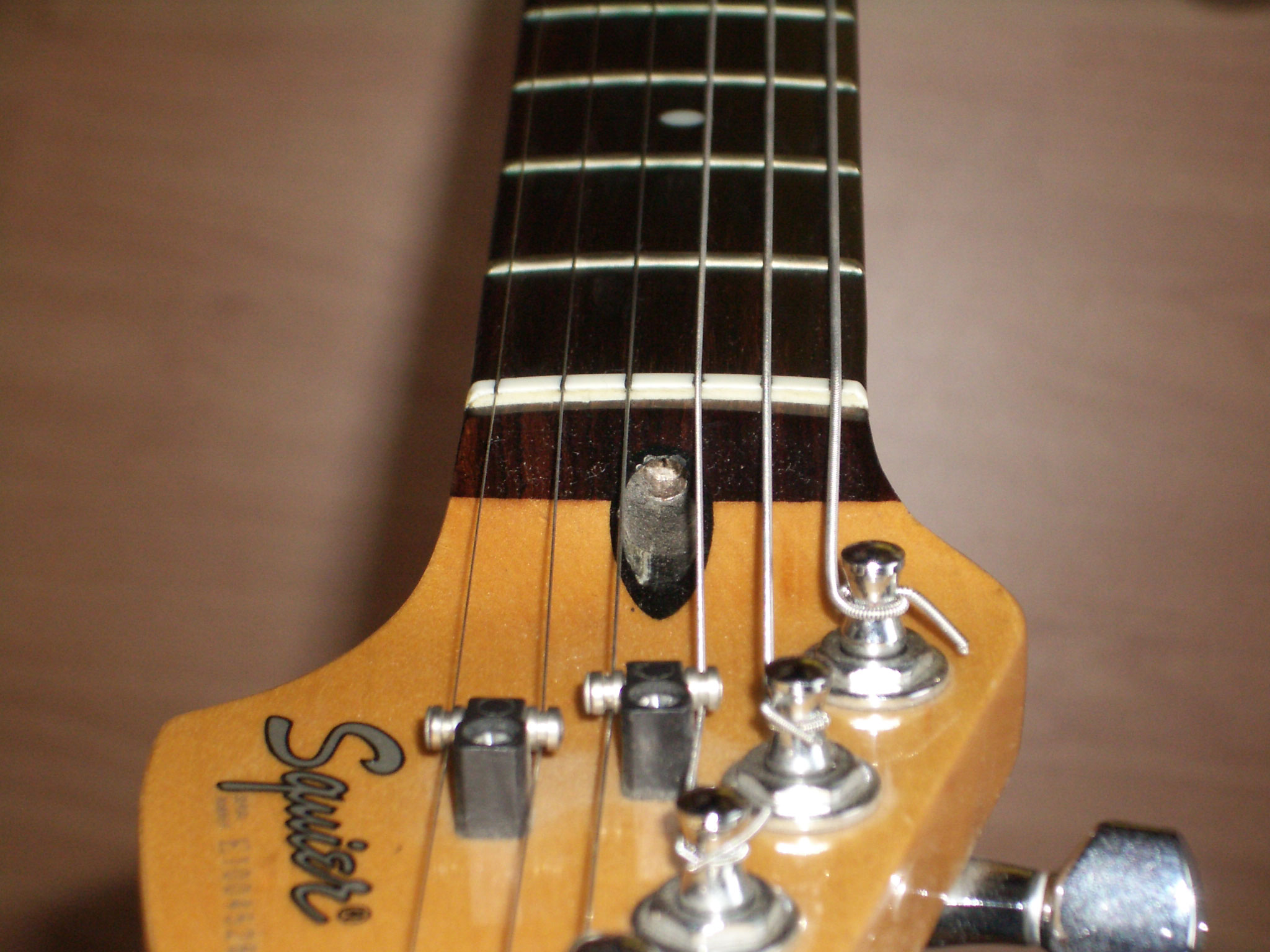
Регулювальний гвинт з боку головки грифа

1. Регулювальний гвинт з боку головки грифаПід накладку. У цьому випадку фрезерування робиться з боку накладки. Це дешевий спосіб, але робиться і на досить дорогих інструментах. Має серйозний недолік — з часом анкерний стрижень може просто відірвати накладку від грифа.

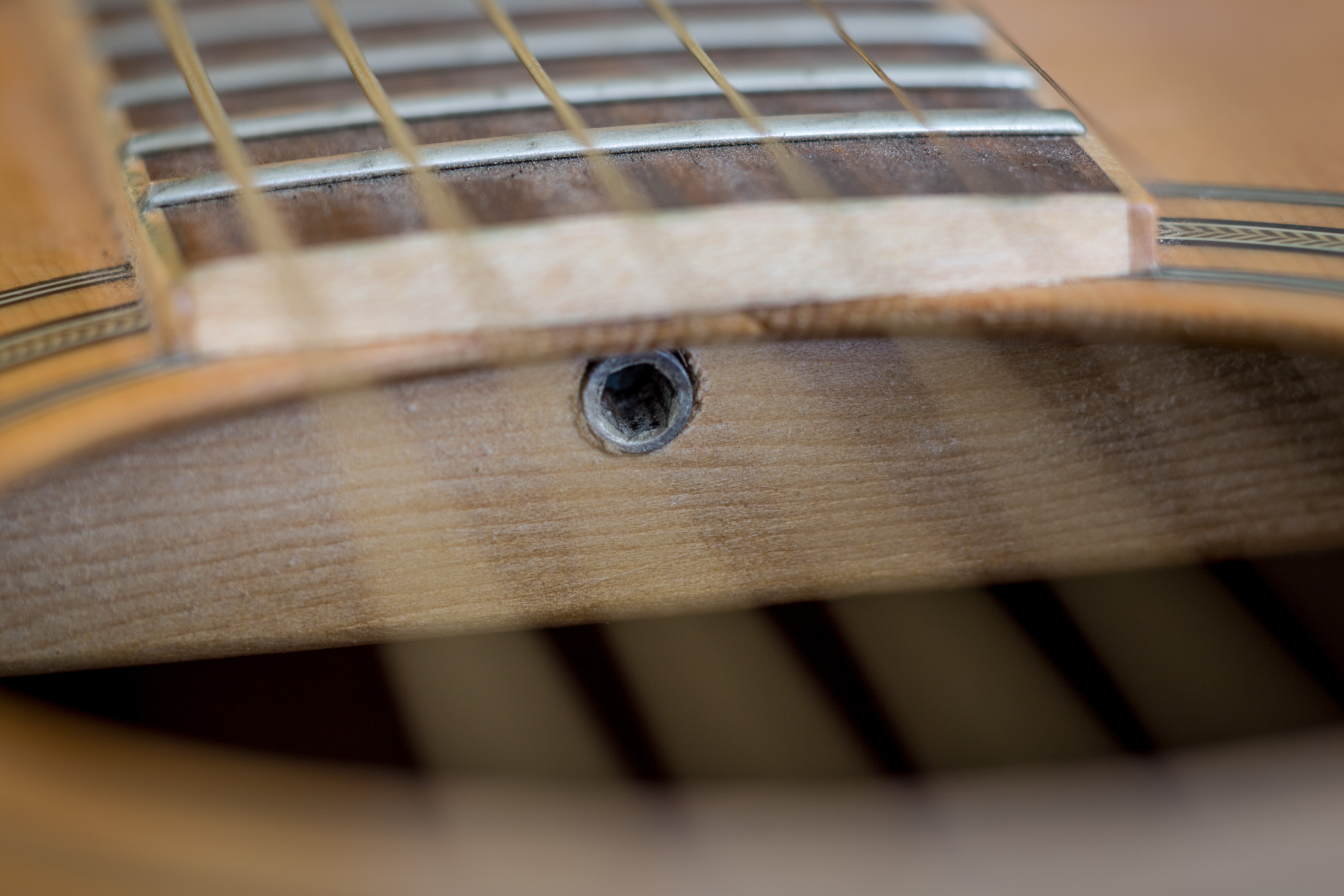
Регулювальний гвинт, як його видно крізь резонаторний отвір гітари

2. Регулювальний гвинт, як його видно крізь резонаторний отвір гітариЗ тильного боку грифа. Такий спосіб часто застосовується на гітарах марки Fender. У цьому випадку фрезерування робиться з тильного боку і заклеюється рейкою. Недолік цього способу полягає в більшій складності виробництва.